# Деревня (стихотворение)
«Деревня» — стихотворение А. С. Пушкина, написанное в июле 1819 года в усадьбе Михайловское. Впервые опубликовано было с цензурными правками в 1825 г. в сборнике стихотворений и имело название «Уединение».(Очевидно, что цензура была вызвана Восстанием декабристов). Оригинал стихотворения впервые полностью напечатан в 1829 году.
В стихотворении подняты две темы: одна приходится на начало произведения — тема уединения и вдохновения, вторая на конец — тема крестьянского вопроса в Российской Империи. Рассмотрим обе темы.
Мысль о необходимости уединения и покоя как условия для вдохновения и творчества впервые появилось в данном стихотворении «Деревня». Здесь описано и состояние вдохновения и счастья поэта, и прекрасные деревенские пейзажи усадьбы Михайловское. Б. В. Томашевский писал о данном произведении:
```
"... по идиллическому тону эта первая часть напоминала сентиментальную элегию с обычными темами скромного уединения, вдали от городских «забав» и «порочных заблуждений»
[
2
]
.
```

В первой части можно выделить цитаты, которые помогут понять размышления поэта: жизнь протекает здесь «на лоне счастья и забвенья», он признаётся в любви этому месту: «Я твой: люблю сей темный сад / С его прохладой и цветами», автор признаёт духовную составляющую места: именно здесь поэт слышит глас вековых оракулов. О первой части очень точно высказывается В. Грехнев: «…это напоминание о том, как могло бы жить человечество, если бы оно следовало законам естества, это образ идеального равновесия всех душевных сил, которому учит природа».
А. Большакова определила деревню Пушкина как «национальный литературный архетип», в котором представлены полярные стороны, отмеченные в произведениях Карамзина и Радищева.
Вторая часть отделена строкой, которая рисует дальнейшее настроение произведения: «Но мысль ужасная здесь душу омрачает…» Поэт изображает здесь крайности крепостного права: «пагуба людей» от «дикого барства», которое «без чувства, без закона, / Присвоило себе насильственной лозой / И труд, и собственность, и время земледельца.» По мнению А. Н. Долгих Александр Сергеевич строкой: «Здесь девы юные цветут для прихоти бесчувственной злодея» сам признаётся в собственных грехах.